# كاتارزينا ستراكزي
كاتارزينا ستراكزي (بالبولندية: Katarzyna Strączy) هي لاعبة كرة المضرب بولندية، من مواليد 28 نوفمبر 1979 في كراكوف. أعلى تصنيف لها في الفردي كان 215. أعلى تصنيف لها في الزوجي كان 325.

## روابط خارجية
- كاتارزينا ستراكزي على موقع رابطة محترفات التنس (الإنجليزية)
- كاتارزينا ستراكزي على موقع الاتحاد الدولي لكرة المضرب (الإنجليزية)
- كاتارزينا ستراكزي على موقع كأس بيلي جين كينغ (الإنجليزية)
- كاتارزينا ستراكزي على موقع خلاصة التنس.كوم (الإنجليزية)